# Echinochondrium pulchrum
Echinochondrium pulchrum är en svampart som beskrevs av Samson & Aa 1975. Echinochondrium pulchrum ingår i släktet Echinochondrium, divisionen sporsäcksvampar och riket svampar.   Inga underarter finns listade i Catalogue of Life.